# Tricholaema
Tricholaema es un género de aves piciformes perteneciente a la familia Lybiidae. En el pasado se clasificó dentro de la familia Capitonidae y a veces en Ramphastidae.

## Especies
El género contiene seis especies:
- Tricholaema hirsuta - barbudo hirsuto;
- Tricholaema diademata - barbudo diademado;
- Tricholaema frontata - barbudo del Miombo;
- Tricholaema leucomelas - barbudo pío;
- Tricholaema lacrymosa - barbudo lacrimoso;
- Tricholaema melanocephala - barbudo cabecinegro.